# Stavový prostor
Stavovým prostorem se v informatice rozumí konfigurace diskrétních stavů sloužící jako výpočetní model. Formálně může být stavový prostor definován jako čtveřice [N, A, S, G], kde:
- N je množina stavů
- A je množina přechodů mezi stavy
- S je neprázdná podmnožina N obsahující počáteční stavy
- G je neprázdná podmnožina N obsahující cílové stavy

Na procházení stavového prostoru je založena metoda řešení úloh zvaná Prohledávání stavového prostoru. S analýzou stavového prostoru souvisí také Teorie grafů.